# Color Viking
Die Color Viking ist ein ehemaliges Fährschiff der norwegischen Fährreederei Color Line. Es bietet Platz für bis zu 1720 Passagiere und 370 PKW. Für Nutzfahrzeuge stehen 490 Lademeter zur Verfügung. Ende 2022 wurde es außer Dienst gestellt und anschließend an die griechischen Reederei Seajets verkauft. Neuer Name des Schiffes wurde Superstar II.

## Geschichte

### Peder Paarsbei DSB (Danske Statsbaner)
Das Schiff wurde am 4. Mai 1984 von der Nakskov Skibsværft auf Kiel gelegt und am 18. Oktober 1985 für die Reederei Danske Statsbaner unter dem Namen Peder Paars abgeliefert. Im folgenden Jahr folgte das Schwesterschiff Niel Klim (heute Stena Nautica). Das nach dem Heldengedicht von Ludvig Holberg benannte Schiff wurde im Fährverkehr zwischen Kalundborg und Aarhus eingesetzt.

### Stena Invictabei Stena Line
1991 übernahm die schwedische Stena Line das Schiff und brachte es als Stena Invicta im Fährverkehr zwischen Dover und Calais in Fahrt. 1998 wurde das Schiff in Wasa Jubilee umbenannt und verkehrte in Charter von Silja Line auf der Route von Vaasa nach Umeå.

### Color Vikingbei Color Line
Ab dem Jahr 2000 betrieb Color Scandi Line das Schiff in Charter unter dem Namen Vasa Jubilee. 2001 erfolgte die offizielle Übernahme durch Color Line. Unter dem Namen Color Viking wurde das Schiff für den Fährverkehr im Skagerrak zwischen Strömstad (Schweden) und Sandefjord (Norwegen) eingesetzt.
Am 13. Januar 2011 kam es zu einem Brand im Maschinenraum. Das Feuer konnte jedoch durch die Besatzung gelöscht und die Fahrt fortgesetzt werden.
Seit dem 1. Januar 2015 werden die Motoren mit Marinedieselöl statt wie zuvor mit Schweröl betrieben. Der Einbau von Scrubbern, wie er bei anderen Einheiten durchgeführt wird, lohnte sich aufgrund des Alters der Fähre nicht mehr.
Die Color Viking bekam im Jahr 2020 ein neues Farbschema und war nun an die auf derselben Verbindung eingesetzte Color Hybrid angepasst. Allerdings bekam Color Viking einen roten Streifen rundum, die Color Hybrid hingegen einen grünen Streifen.
Im November 2022 gab Color Line bekannt, dass das Schiff wegen steigender Treibstoff- und Energiekosten zusammen mit dem auf der Route Oslo–Kiel eingesetztem Frachtschiff Color Carrier aus dem Verkehr gezogen wird. Das Schiff wurde von der griechischen Reederei Seajets übernommen und in Superstar II umbenannt. Der Kaufpreis betrug 8,46 Millionen $.

## Seajets
Seajets setzt das Schiff  in der Ägäis ein.